# Amfolyt
En amfolyt eller amfotär elektrolyt är ett kemiskt ämne som beroende på omgivningen, kan fungera antingen som en syra eller en bas och som kan uppträda med positiv laddning eller negativ laddning. Det viktigaste exemplet är vatten, som fungerar som en bas och tar emot vätejoner då man löser en syra; medan det fungerar som en syra och avger vätejoner då ett basiskt ämne finns närvarande. Andra ämnen med samma egenskap är till exempel (flytande) ammoniak, som kan uppta vätejoner och därmed bilda ammoniumjoner (NH4+) eller avge vätejoner och då bilda NH2--joner.
Andra exempel på sådana ämnen är aminosyror och metallerna aluminium,  beryllium, tenn och zink.
Zinkoxid,  ZnO, till exempel reagerar olika beroende på lösningens pH-värde enligt följande: 
- I syror

ZnO + 2H+ → Zn2+ + H2O
- I baser

ZnO + H2O + 2OH- → [Zn(OH)4]2- 
Viktiga amfotära elektrolyter är biomakromolekyler, framför allt proteiner, vars egenskaper bestäms av deras amfotära karaktär. Dessa biomakromolekyler har svagt sura grupper (framför allt karboxylgrupper) och svagt basiska grupper (framför allt aminogrupper). Därför ändrar sig deras laddning när lösningens pH ändras. Vid lågt pH är de positivt laddade, vid högt pH är de negativt laddade. Mellan dessa ytterligheter finns ett pH-värde där deras totala laddning i genomsnitt är noll. Detta är substansens isoelektriska punkt. Olika sådana substanser har olika isoelektrisk punkt, beroende på antalet sura och basiska grupper i molekylen och på hur starka syror resp. baser de laddade grupperna är. Skillnaden i isoelektrisk punkt ligger till grund för separationen av substanserna i jonbytarkromatografi och i isoelektrisk fokusering. 
Substansernas löslighet beror också på deras laddning: många proteiner är svårlösliga vid sin isoelektriska punkt men lättare lösliga vid högre eller lägre pH. Detta utnyttjas vid rening av dessa proteiner genom utfällning. 
Hos många biologiskt aktiva molekyler är den biologiska aktiviteten beroende på molekylens laddning. Detta är orsaken till att deras biologiska aktivitet är pH-beroende. De kan ha ett pH där deras aktivitet har ett maximum (oftast inte vid isoelektriska punkten), medan de vid andra pH-värden är mindre aktiva eller helt saknar biologisk aktivitet (enzymaktivitet och liknande).